# Rock & Rollinger
Rock & Rollinger ist eine schwäbische Mundartrock- und Rockkabarettband aus Westerstetten bei Dornstadt. Die Band wurde 2008 von Andy Susemihl in der Rolle als Dr. Horst Rock und Thommy Bloch als Manfred Rollinger gegründet.

## Geschichte
Der Gitarrist und Produzent Susemihl und der Sänger und Kabarettist Bloch gründeten Ende 2008 die Band. Als Dr. Rock und Manfred Rollinger stellen sie zwei klischeehafte Charaktere aus Essen und von der Schwäbischen Alb dar.
Dr. Horst Rock (Susemihl) ist Gitarrist, Songwriter und Produzent, wäre aber am liebsten ein Rockstar in Amerika. Er träumt davon, viel Geld zu verdienen, tolle Frauen kennenzulernen und nie wieder vor 10 Uhr aufstehen zu müssen. Sein Bühnenoutfit umfasst enge Lederhosen, eine wallende Langhaarperücke und einen Schnurrbart, dazu spricht er häufig deutsch gefärbtes und gebrochenes Englisch. Laut der fiktiven Bandgeschichte begegnet Horst dem Landwirt Manfred Rollinger (Bloch), als dieser seinen Mercedes 450 SEL Baujahr 1979 mit seinem Bulldog rammt. Der stets mit Brille, Hut, Karohemden und Kniebundhosen auftretende Landwirt besitzt keinen Führerschein und die beiden versuchten die Schuldfrage des Unfalls ohne Polizei bei Karaoke und Bier zu klären. Schuld war letztlich das Schicksal, und die beiden schlossen sich zu Rock & Rollinger zusammen. Ihr erklärtes Ziel ist es, „einmal das Berliner Olympiastadion mit 80.000 Schwabenfans zu rocken“.

## Inhalte und Musikstile
Die von dem Duo selbstgeschriebenen Texte sind in Ostschwäbisch verfasst. Eine Reihe von Titeln zeigt einen selbstironischen Blick auf die Schwaben und ihre Eigenheiten, beispielsweise „Die Schwabenhymne“, „Sommer auf dr Alb“ oder „Kehrwoch“. Andere Lieder haben einen ernsten Hintergrund, beispielsweise den Umweltschutz oder soziale Probleme, so zum Beispiel „Sau Karle, Sau“ oder „Tagesschau“. Bei einem Interview mit dem Fernsehsender Regio TV Schwaben gaben die beiden Bandmitglieder an, die Rollen würden dazu dienen, auch kritische Fragen und Tabuthemen ansprechen zu können und trotzdem den Zuschauer noch zum Lachen zu bringen.
Die beiden Musiker verwenden in ihren Songs eine Reihe unterschiedlicher Musikstile, darunter Reggae, Blues, Volksmusik oder Heavy Metal. Einige Lieder enthalten Elemente aus anderen Musikstücken, teilweise auch Coverversionen wie beispielsweise „Sei andersch“ (Pretenders von Foo Fighters) oder „Vo dr Alb ra“ (Rammstein).

## Trivia
Vo dr Alb ra taucht in Staffel 2, Episode 15 der US-amerikanischen Serie The Blacklist auf.

## Diskographie
- 2008: Die Schwabenhymne (Maxi)
- 2009: Rollst Du noch oder Rockst Du schon
- 2009: Weihnachten mit Rock und Rollinger (als Dr. Horst Niko & Manfred Laus)
- 2011: Eloquent Dreiwild